# Татьяна Николаевна (великая княжна)

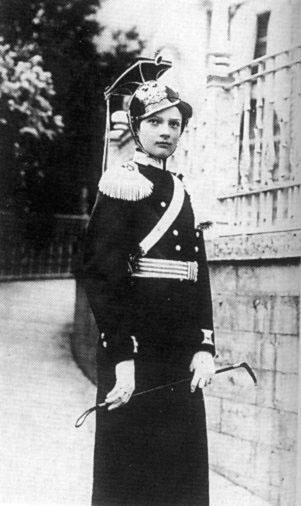
Великая княжна Татьяна Николаевна в парадном мундире «своего» подшефного Вознесенского 8-го уланского полка, 1910 год

Татья́на Никола́евна (10 июня 1897, Петергоф, Санкт-Петербургская губерния — 17 июля 1918, Дом Ипатьева, Пермская губерния) — Великая княжна, вторая дочь императора Николая II и императрицы Александры Фёдоровны.
Тезоименитство — 12 января по юлианскому календарю (мученицы Татианы).

## Биография

### Рождение

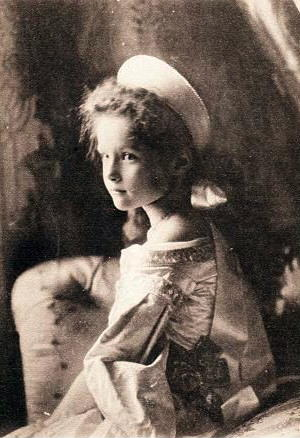
Татьяна Николаевна в возрасте 7 лет

Родилась 29 мая (10 июня) 1897 в Петергофе в 10 час 40 мин; «при святой молитве наречена Татьяною».
Бюллетень за подписью лейб-акушера Отта от 1 июня того же года извещал:

Высоконоворожденная великая княжна Татьяна Николаевна находится в вожделенном здравии.— Высочайший Манифест. «Правительственный вестник», 1897. № 120.
Крещена в соответствии с высочайше утверждённым церемониалом духовником императорской семьи Янышевым 8 июня того же года в церкви Большого Петергофского дворца; восприемниками были: императрица Мария Феодоровна, великий князь Михаил Николаевич и великая княгиня Ксения Александровна.
По совершении таинства, митрополит Палладий (Раев) совершил литургию, во время которой императрица Мария Феодоровна поднесла княжну к причащению; во время пения «Да исполнятся уста наша» барон Фредерикс поднёс на золотом блюде императрице орден Святой Екатерины, который та возложила на великую княжну.
Татьяна получила нетрадиционное для Романовых имя. Великий князь Константин Константинович так объясняет этот выбор в своем дневнике:

Слышал от царя, что его дочери названы Ольгой и Татьяной, чтобы было, как у Пушкина в «Онегине».

### Детство и отрочество
Великая княжна воспитывалась при Императорском дворе вместе с сёстрами Ольгой, Марией, Анастасией Николаевнами и братом Алексеем Николаевичем.
В детстве её любимыми занятиями были: игра в серсо, катание на пони и громоздком велосипеде — тандеме, в паре с Ольгой, неторопливый сбор цветов и ягод. Из тихих домашних развлечений предпочитала рисование, книжки с картинками, путаное детское вышивание, вязание и «кукольный дом».
Из Великих княжон была самой близкой к императрице Александре Фёдоровне, всегда старалась окружить мать заботой и покоем, выслушать и понять её.

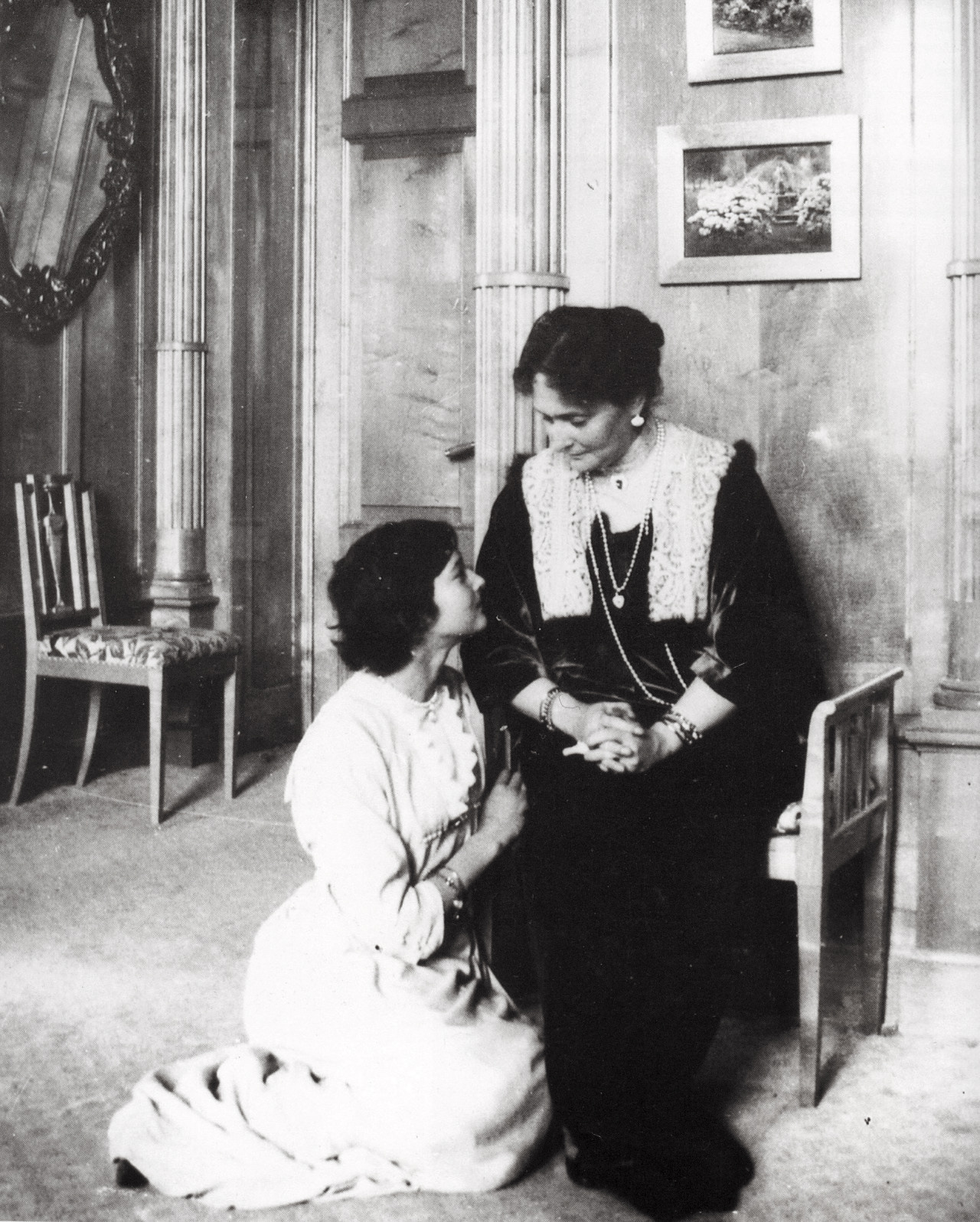
Татьяна Николаевна с матерью — Александрой Фёдоровной в 1913 г.

Согласно одной истории, Татьяна была смущена, когда к ней обратились «Ваше Императорское Высочество».
Весной 1901 года Ольга заболела брюшным тифом и была отправлена в Царское село. Татьяне разрешили погостить у Ольги, но она поначалу не узнала её. Когда её гувернантка, Маргарита Игер, сказала ей что это была Ольга, четырёхлетняя Татьяна начала горько плакать и возразила, что бледный, худой ребёнок не мог быть её обожаемой сестрой. Игер с трудом удалось убедить Татьяну. Французский наставник Пьер Жильяр писал, что обе сестры были «преданы друг другу».
Татьяна, как и все члены семьи, была привязана к наследнику-цесаревичу Алексею, который тяжело и продолжительно болел гемофилией и несколько раз был на волоске от смерти. Его мать прислушивалась к советам Григория Распутина и верила в его молитвы о спасении юного цесаревича. Татьяна и её сестры считали Распутина другом их семьи. Осенью 1905 года Царь проводил Великую княжну Ольгу Александровну в детскую, где ей предстояло встретиться с Распутиным. Татьяна и её сестры с братом Алексеем были одеты в белые длинные ночные рубашки. «Всем детям он понравился, и они быстро привыкли к нему», — вспоминала Ольга Александровна.
Дружба Распутина с императорскими детьми была очевидна из их переписки:

Любовь всей природе Бога, вся Его творения, в частности, эта земля. Матерь Божия всегда занимаемой с цветами и рукоделия.
Тем не менее, одна из гувернанток, Софья Ивановна Тютчева, была в ужасе, что Распутин мог без разрешения заходить в комнату девочек, когда они были в ночных рубашках.
Александра в конце концов уволила Тютчеву. Сестра Николая, великая княгиня Ксения Александровна была в ужасе от истории Тютчевой. Она написала в своем дневнике 15 марта 1910:

Она не понимала, что Распутин друг семьи и святой человек. Когда Тютчева следила за ним, Ольга и Татьяна готовились ко сну, а Распутин сел в кроватку и начал с ними разговаривать и ласкать.
Мария Ивановна Вишнякова (другая гувернантка) утверждала, что она была изнасилована Распутиным весной 1910 года. Императрица отказывалась верить ей, Вишнякова рассказала следователям, но никаких улик не нашли. Ходили слухи, что Распутин соблазнил четверых княжон и царицу, но эти слухи были опровергнуты.
Совсем по-другому описывает взаимоотношения Александры Федоровны, Григория Распутина и великих княжон Юлия Александровна Ден, которую в императорской семье называли другом и которая, по ее словам «<…> знала Ее Величество лично и собственными глазами видела, как живет Царская Семья. Причем не только до войны и в военные годы, но и в дни невзгод, когда жестокая расправа и внезапная смерть поджидали нас на каждом углу». В своих мемуарах она утверждает, что «Мадемуазель Тютчева никогда не была гувернанткой Их Высочеств и не могла видеть, как Распутин их благословляет, поскольку этого не было. Государь не допустил бы подобного даже в том случае, если бы Ее Величество этого пожелала. Ну а уж Императрица отнюдь не считала, что подобная процедура была необходима для спасения душ ее дочерей. И Тютчева стала жертвой собственной заносчивости и зависти». Маргарита Игер в своих мемуарах также утверждала, что во-первых, Тютчева никогда не была ни нянькой, ни учительницей царственных детей, во-вторых, Распутина не допускали в детские спальни, подобное вопиющее нарушение приличий даже не пришло бы в голову императрице, а Николай запретил бы подобное сразу же.
По свидетельству Юлии Ден, фрейлина императрицы Софья Тютчева обладала непокладистым, вздорным характером. В частности, она не любила Крым, поэтому всякий раз изводила всех своими претензиями по поводу необходимости жить в Ливадии, когда императорская семья туда отправлялась. В конце концов, ее вечное недовольство привело к тому, что императрица уволила ее. После этого, как пишет Юлия Ден, «Тютчева не преминула заняться сочинением клеветнических слухов, чтобы оправдать свое увольнение». В ту пору кампания против Распутина была в самом разгаре, поэтому люди, ведшие эту кампанию, подхватили эти сплетни и с воодушевлением их тиражировали.

### Первая мировая война
Во время Первой мировой войны княжна вела активную общественную деятельность, являлась почётной председательницей «Татьянинского комитета» — организации, занимавшейся оказанием помощи беженцам и другим людям, пострадавшим в результате военных действий. Вместе с матерью-императрицей и старшей сестрой Ольгой регулярно работала в госпиталях и лазаретах. Занималась сбором пожертвований на оказание помощи раненым и пострадавшим. По старой традиции шефствовала над 8-м уланским Вознесенским полком.

### Переговоры о бракосочетании и роман с офицером
В 1914 году Татьяна влюбилась в корнета Лейб-Гвардии «Уланского Ея Императорского Величества Александры Фёдоровны полка», — Дмитрия Яковлевича Маламу, с которым познакомилась в госпитале.

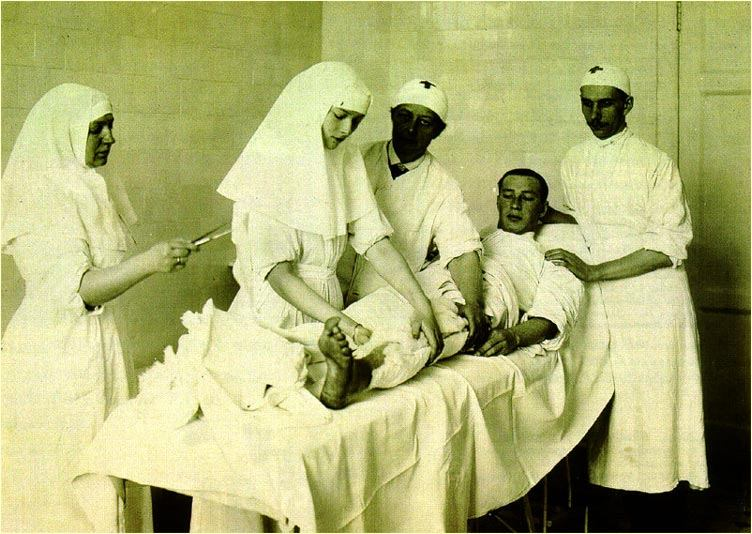
Цесаревна Татьяна Николаевна делает перевязку Д. Я. Маламе в Царско-Сельском лазарете, осень 1914 г.

По воспоминаниям И. Степанова, лежавшего в одной палате с Дмитрием Маламой:

Великая Княжна частенько задерживалась у постели Дмитрия: «обыкновенно Княжны уходили из перевязочной раньше Матери и, пройдя по всем палатам, садились в нашей, последней, и там ждали Её. Татьяна Николаевна садилась всегда около Маламы».
В октябре 1914 г. Дмитрий подарил Великой Княжне Татьяне Николаевне французского бульдога Ортипо, что дало повод Великой Княгине Ольге Александровне подшучивать над Татьяной:

Татьяна, какой улан тебе подарил собачку? (сучку?) Ты сидишь на его койке, Ольга говорит. Очень занятно…
Маламе симпатизировала и Императрица Александра Фёдоровна, писавшая Государю Императору Николаю II:

Мой маленький Малама провел у меня часок вчера вечером, после обеда у Ани. Мы уже 1 1/2 года его не видали. У него цветущий вид, возмужал, хотя все ещё прелестный мальчик. Должна признаться, что он был бы превосходным зятем — почему иностранные принцы не похожи на него?

### Гибель

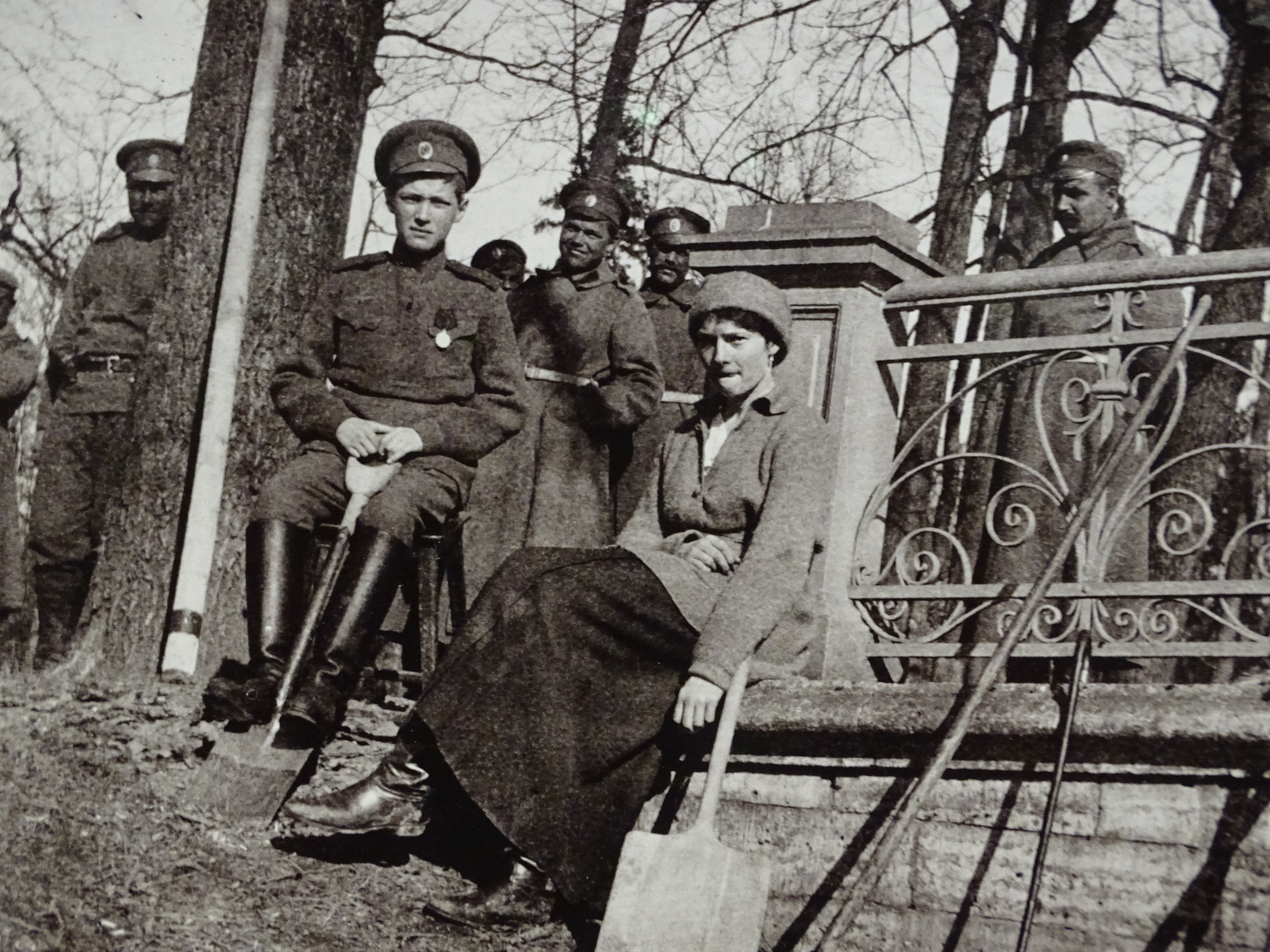
Татьяна, царевич Алексей с солдатами конвоя в царскосельском парке, январь 1917 года

В марте 1917 года Великая княжна была вместе со всей Императорской семьёй арестована в Царском Селе и впоследствии сослана в Тобольск а позже в Екатеринбург. (подробнее…)
В советской историографии считалось, что решение о расстреле царской семьи было принято Уральским советом 16 июля, в связи с возможностью сдачи города белогвардейским войскам и якобы раскрытому «заговору о спасении царской семьи».
В ночь с 16 на 17 июля 1918 года, в 23 часа 30 минут два особоуполномоченных от Уралсовета вручили письменный приказ о расстреле командиру отряда охраны — Петру Ермакову и коменданту дома — комиссару Чрезвычайной комиссии Якову Юровскому. После краткого спора о способе исполнения казни, царскую семью разбудили и под предлогом возможной перестрелки и опасности быть убитыми, предложили спуститься в угловую полуподвальную комнату.
Согласно отчёту Якова Юровского, Романовы до последнего момента ни о чём не подозревали. В подвал по требованию императрицы были принесены стулья, на которые села она сама и Николай с сыном на руках. Анастасия вместе с сёстрами стояла позади. Сёстры принесли с собой несколько сумочек, Анастасия захватила также любимую собачку Джимми, сопровождавшую её во всё время ссылки.
Высказывались предположения, что после первого залпа Татьяна, Мария и Анастасия остались живы, их спасли драгоценности, зашитые в корсеты платьев. Однако допрошенные следователем Соколовым свидетели показали, что из царских дочерей Анастасия дольше всех сопротивлялась смерти, уже раненую её «пришлось» добивать штыками и прикладами. По материалам, обнаруженным Эдвардом Радзинским, дольше всех живой оставалась Анна Демидова, прислуга Александры, которой удалось защитить себя подушкой, наполненной драгоценностями.
Великая княжна Татьяна Николаевна канонизирована вместе с семьёй в 1981 году Русской православной церковью за границей, а в 2000 году — Архиерейским собором Русской православной церкви.
Вся её семья в лике святых именуется «Святыми Царственными страстотерпцами».

## Воспоминания современников
Софья Яковлевна Офросимова писала о Татьяне следующее:

Направо от меня сидит великая княжна Татьяна Николаевна. Она великая княжна с головы до ног, так Она аристократична и царственна. Лицо её матово-бледно, только чуть-чуть розовеют щёки, точно из-под её тонкой кожи пробивается розовый атлас. Профиль её безупречно красив, он словно выточен из мрамора резцом большого художника. Своеобразность и оригинальность придают её лицу далеко расставленные друг от друга глаза. Ей больше, чем сёстрам, идут косынка сестры милосердия и красный крест на груди. Она реже смеётся, чем сёстры. Лицо её иногда имеет сосредоточенное и строгое выражение. В эти минуты она похожа на мать. На бледных чертах её лица — следы напряжённой мысли и подчас даже грусти. Я без слов чувствую, что она какая-то особенная, иная, чем сёстры, несмотря на общую с ними доброту и приветливость. Я чувствую, что в ней — свой целый замкнутый и своеобразный мир.

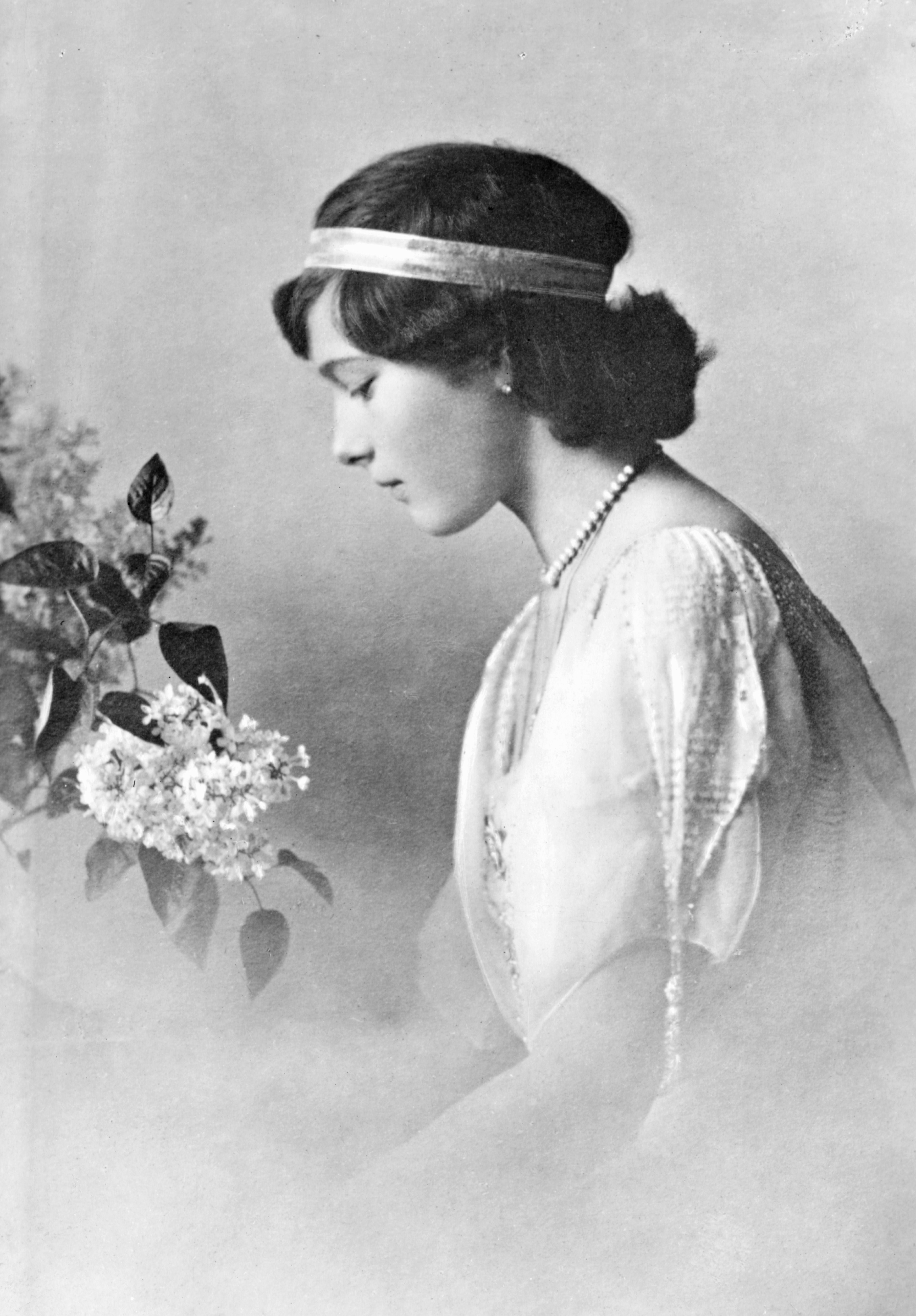
«Профиль её безупречно красив, он словно выточен из мрамора…»

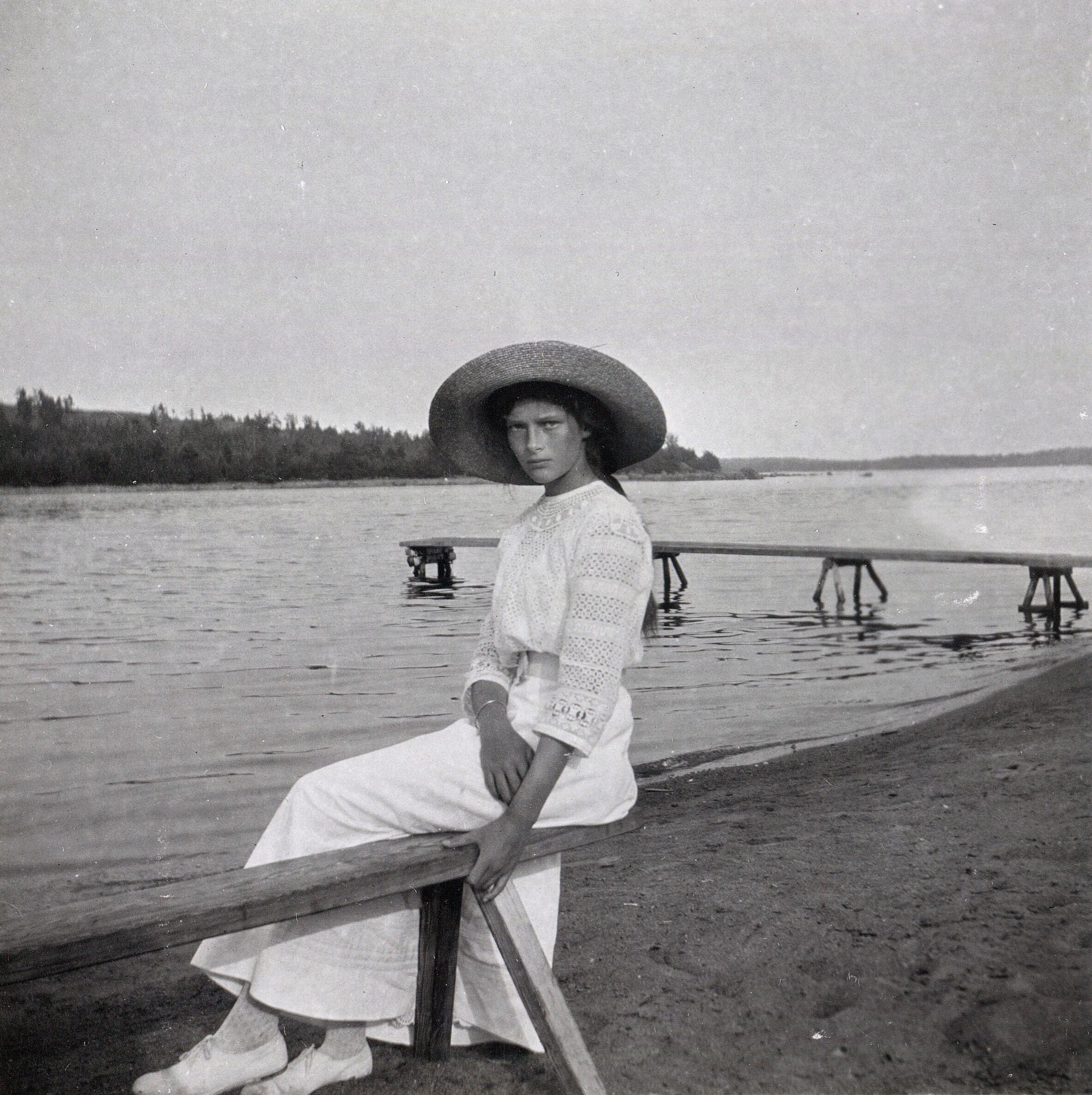
Татьяна Николаевна в 1912 году в финских шхерах

Баронесса С. К. Буксгевден:

Татьяна Николаевна, по-моему, была самая хорошенькая. Она была выше матери, но такая тоненькая и так хорошо сложена, что высокий рост (175 см) не был ей помехой. У неё были красивые, правильные черты лица, она была похожа на своих царственных красавиц родственниц, чьи фамильные портреты украшали дворец. Темноволосая, бледнолицая, с широко расставленными глазами — это придавало её взгляду поэтическое, несколько отсутствующее выражение, что не соответствовало её характеру. В ней была смесь искренности, прямолинейности и упорства, склонности к поэзии и абстрактным идеям. Она была ближе всех к матери и была любимицей у неё и у отца. Абсолютно лишенная самолюбия, она всегда была готова отказаться от своих планов, если появлялась возможность погулять с отцом, почитать матери, сделать все то, о чём её просили. Именно Татьяна Николаевна нянчилась с младшими, помогала устраивать дела во дворце, чтобы официальные церемонии согласовывались с личными планами семьи. У неё был практический ум, унаследованный от Императрицы — матери и детальный подход ко всему.
Юлия Ден:

Великая Княжна Татьяна Николаевна была столь же обаятельной, как и Её старшая сестра, но по-своему. Её часто называли гордячкой, но я не знала никого, кому бы гордыня была бы менее свойственна, чем ей. С ней произошло то же, что и с Её Величеством. Её застенчивость и сдержанность принимали за высокомерие, однако стоило вам познакомиться с Ней поближе и завоевать Её доверие, как сдержанность исчезала и перед вами представала подлинная Татьяна Николаевна. Она обладала поэтической натурой, жаждала настоящей дружбы. Его Величество горячо любил вторую Дочь, и Сёстры шутили, что если надо обратиться к Государю с какой-то просьбой, то «Татьяна должна попросить Papa, чтобы Он нам это разрешил». Очень высокая, тонкая, как тростинка, Она была наделена изящным профилем камеи и каштановыми волосами. Она была свежа, хрупка и чиста, как роза.
А. А. Танеева:

Татьяна Николаевна была в Мать — худенькая и высокая. Она редко шалила и сдержанностью и манерами напоминала Государыню. Она всегда останавливала сестёр, напоминала волю Матери, отчего Они постоянно называли Её «гувернанткой». Родители, казалось мне, любили Её больше других. Государь говорил мне, что Татьяна Николаевна напоминает Государыню. Волосы у Неё были тёмные… Мне также казалось, что Татьяна Николаевна была очень популярна: все Её любили — и домашние, и учителя, и в лазаретах. Она была Самая общительная и хотела иметь подруг.
П. Жильяр:

Татьяна Николаевна от природы скорее сдержанная, обладала волей, но была менее откровенна и непосредственна, чем старшая сестра. Она была также менее даровита, но искупала этот недостаток большой последовательностью и ровностью характера. Она была очень красива, хотя не имела прелести Ольги Николаевны. Если только Императрица делала разницу между Дочерьми, то Её любимицей была Татьяна Николаевна. Не то чтобы Её сестры любили Мать меньше Её, но Татьяна Николаевна умела окружать Её постоянной заботливостью и никогда не позволяла себе показать, что Она не в духе. Своей красотой и природным умением держаться в обществе Она затеняла сестру, которая меньше занималась Своей особой и как-то стушевывалась. Тем не менее эти обе сестры нежно любили друг друга, между ними было только полтора года разницы, что, естественно, их сближало. Их звали «большие», тогда как Марию Николаевну и Анастасию Николаевну продолжали звать «маленькие».

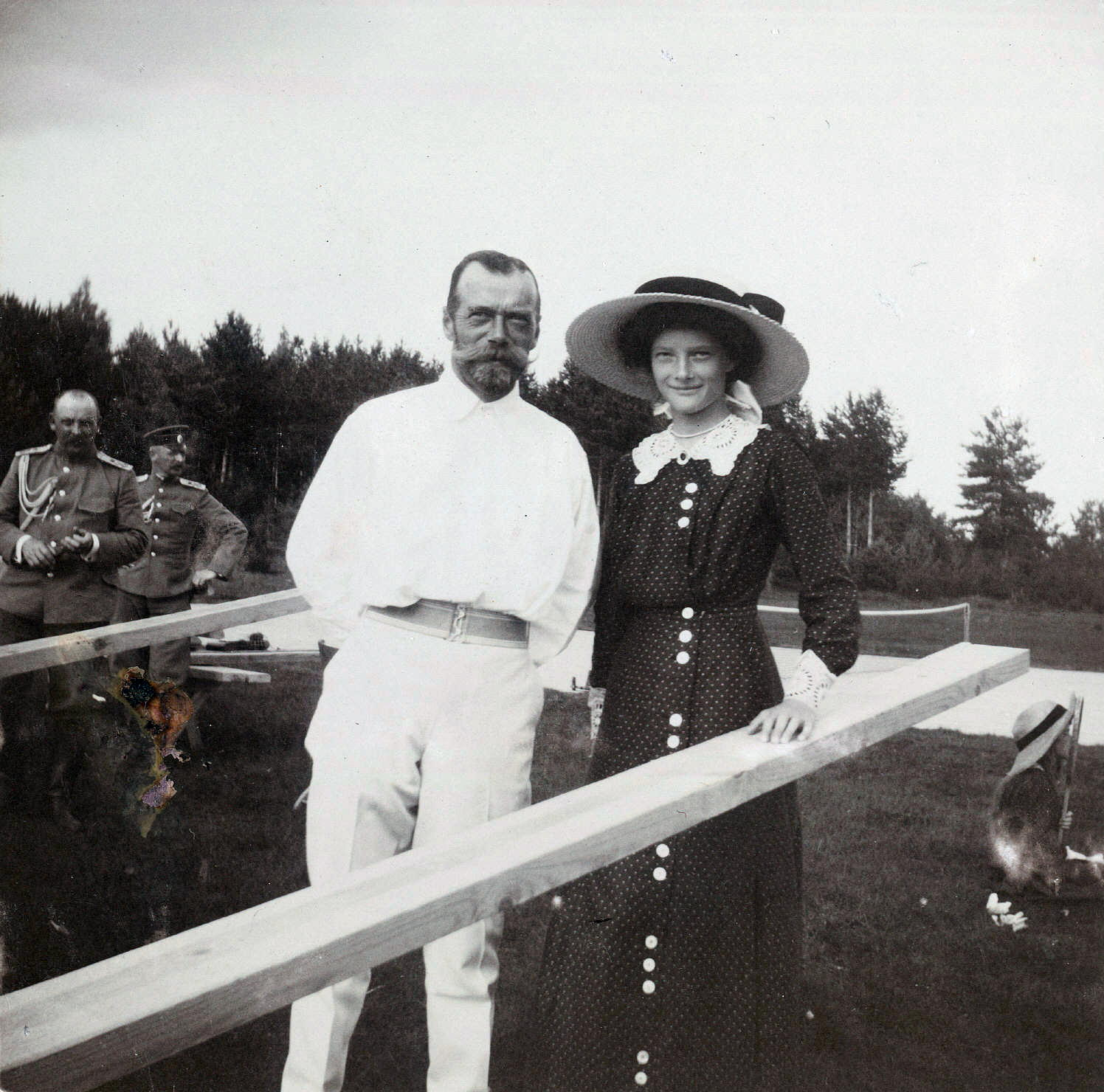
Фотография Татьяны Николаевны со своим отцом — Николаем II во время игры в теннис в Виролахти

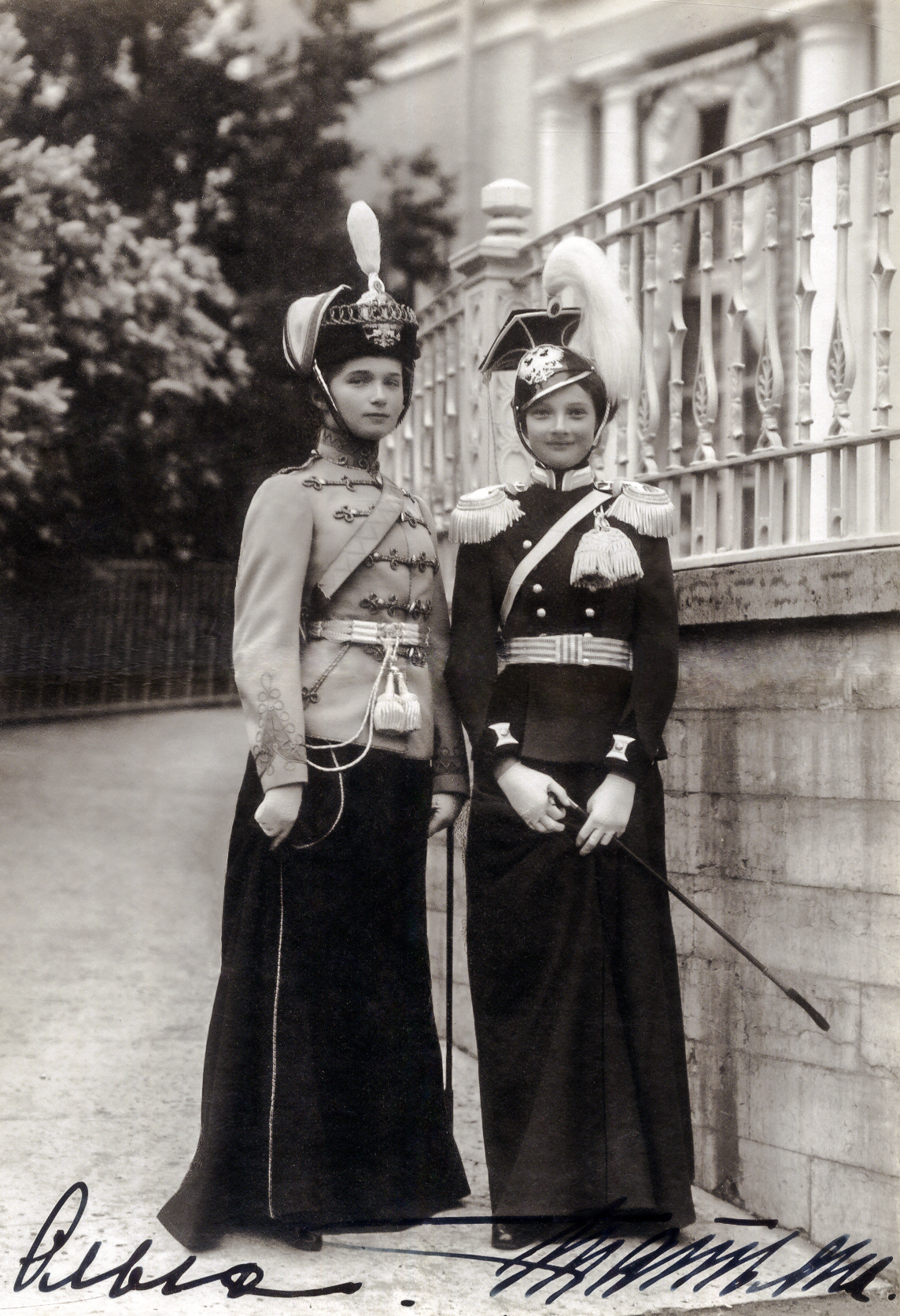
Великие княжны Ольга и Татьяна Николаевны в парадных мундирах «своих» подшефных полков, 1910 год.

А. Мосолов, начальник канцелярии Министерства Императорского Двора:

Татьяна была выше, тоньше и стройнее сестры, лицо — более продолговатое, и вся фигура породистее и аристократичнее, волосы немного темнее, чем у старшей. На мой взгляд, Татьяна Николаевна была Самой красивой из четырёх Сестёр.
К. Битнер:

Если бы Семья лишилась Александры Феодоровны, то крышей бы для Неё была Татьяна Николаевна. Она была Самым близким лицом к Императрице. Они были два друга.
Полковник Кобылинский:

Когда Государь с Государыней уехали из Тобольска, никто как-то не замечал старшинства Ольги Николаевны. Что нужно, всегда шли к Татьяне: «Как Татьяна Николаевна». Эта была девушка вполне сложившегося характера, прямой, честной и чистой натуры, в ней отмечались исключительная склонность к установлению порядка в жизни и сильно развитое сознание долга. Она ведала, за болезнью Матери, распорядками в доме, заботилась об Алексее Николаевиче и всегда сопровождала Государя на Его прогулках, если не было Долгорукова. Она была умная, развитая, любила хозяйничать, и в частности вышивать и гладить белье.
А. Якимов, царский охранник:

Такая же, видать, как Царица, была Татьяна. У Неё вид был такой же строгий и важный, как у Матери. А остальные Дочери: Ольга, Мария и Анастасия — важности никакой не имели.
П. Емарков　Инфорсер:

Ольга была старшей дочерью — ничего особенного. Около двадцати двух; может быть, двадцать три. Я помню, Мария отмечала свое девятнадцатилетие в тюрьме — один из охранников принес ей пирожные. Она казалась фавориткой царя. Они всегда гуляли в саду вместе. У Анастасии все еще были волосы на спине. Ей было не больше семнадцати, может быть, и меньше. Татьяна встала между Ольгой и Марией. Я думал, что она была самой красивой из четырех. У нее тоже было много достоинства, и она всегда заботилась о других. Нам всем она понравилась больше всего.

## Киновоплощения
- 1971 — «Николай и Александра». В роли Татьяны Николаевны — Линн Фредерик.
- 2000 — «Романовы. Венценосная семья». В роли Татьяны Николаевны — Ксения Качалина.

## Предки
Людвиг II Гессенский и Вильгельмина Баденская являлись родителями как принца Карла Гессенского, так и Марии Александровны, супруги императора Александра II. Впрочем, как считают биографы, во втором случае был лишь номинальным отцом, а биологическим являлся барон Август фон Сенарклен де Гранси с которым с 1820 года сожительствовала Вильгельмина Баденская.

## Статьи и публикации
- Пчелов Е. В. Династия Романовых: генеалогия и антропонимика // Вопросы истории : научный журнал. — 2009. — № 6. — С. 76—83. — ISSN 0042-8779.